# Bajo un volcán
Bajo un volcán es una película española de aventuras, catástrofes y drama romántico de 2025, dirigida por Martín Cuervo, quien coescribió la película con Irene Niubó, basada en un argumento que ambos coescribieron con David Martínez, Roberto Serrano, Paula Moreno y José Luis Martín García. Está protagonizada por William Levy y Maggie Civantos. Tiene previsto su estreno en cines españoles para el 20 de junio de 2025, con distribución de Beta Fiction Spain.

## Trama
Cuando la noticia de la posible erupción inminente de un volcán en Tenerife se hace pública, el piloto militar Mario Torres (William Levy) y la vulcanóloga Dani (Maggie Civantos) deben luchar por su supervivencia y la de los habitantes de Garachico frente a la inminente amenaza natural – y a la vez, lidiar con el amor y la pasión que nace entre ellos.

## Reparto
- William Levy como Mario Torres
- Maggie Civantos como Dani
- Adriana Torrebejano como Ana[2]
- Elia Galera
- Antón Lofer
- Fabiola Guajardo

## Producción
En mayo de 2024, se anunció por primera vez que Secuoya Studios, William Levy Entertainment y la plataforma de streaming latinoamericana Vix estaban desarrollando en España la película Bajo un volcán. El rodaje de la película comenzó en Tenerife bajo la dirección de Martín Cuervo a finales de junio de 2024, con William Levy y Maggie Civantos como protagonistas. Adriana Torrebejano, Elia Galera, Fabiola Guajardo, Antón Lofer y Pino Montesdeoca también fueron confirmados como parte del reparto. El rodaje de la película concluyó a principios de agosto de 2024.

## Lanzamiento y marketing
El 28 de febrero de 2025, Beta Fiction Spain anunció que estrenaría Bajo un volcán en cines españoles el 20 de junio de 2025. En mayo de 2025, el tráiler de la película fue lanzado.